# Discografia di Miles Davis
Discografia del jazzista statunitense Miles Davis.
Le incisioni originali di Miles sono quasi tutte citate nel testo. La discografia è però in continua espansione, sia per quello che riguarda la pubblicazione di lavori antologici, sia per quello che riguarda la pubblicazione di edizioni critiche e restaurate, di nastri ritrovati o comunque inediti (generalmente take secondari di sessioni già pubblicate)

## Prime incisioni in studio, 1945-1956
Prima di  Birth of the Cool, Davis figurò soprattutto come membro del quintetto di Charlie Parker.
Poiché il formato long playing (12 pollici, 33 giri) non divenne popolare fino alla metà degli anni 1950, la maggior parte delle prime registrazioni fu fatta su dischi da sette o dieci pollici che furono poi ripubblicati nel nuovo formato, aggiungendo o ridistribuendo le tracce. Le moderne edizioni su CD riflettono generalmente le edizioni su LP, e sono quelle che vengono recepite in questa lista. La maggior parte del materiale fu pubblicato per la Prestige Records - su cui è possibile trovare maggior dettaglio in questa lista di equivalenze: la pagina è parte del più ampio Miles Ahead database.
- The Complete Savoy and Dial Sessions (1945-1951) (raccolta di tutte le registrazioni effettuate da Charlie Parker per le etichette Savoy e Dial, dove sono inclusi molti dei primi lavori di Miles Davis con Parker)
- First Miles (1945)
- Billie's Bounce (Charlie Parker, leader) (Savoy) (1945)
- Yardbird in Lotus Land (Charlie Parker, leader) (Spotlite) (1946)
- The Love Songs of Mr. B (Billy Eckstein, leader) (1946)
- Bopping the Blues (1946)
- Cool Boppin' (1948)
- Birth of the Cool (1949 and 1950)
- Conception (1951)
- Blue Period (1951)
- Dig (1951)
- Miles Davis and Horns (1951 e 1953)
- Miles Davis Volume 1 (Blue Note Records, 1952 and 1954)
- Miles Davis Volume 2 (Blue Note Records, 1953)
- Blue Haze (1953 and 1954)
- Walkin' (1954)

- Bags' Groove (1954)
- Miles Davis and the Modern Jazz Giants (1954, una traccia del 1956)
- Musings of Miles (1955)
- Blue Moods (1955)
- Quintet/Sextet (1955, Miles Davis and Milt Jackson)
- Miles: The New Miles Davis Quintet (1955)
- Cookin' with the Miles Davis Quintet (1956)
- Relaxin' with the Miles Davis Quintet (1956)
- Workin' with the Miles Davis Quintet (1956)
- Steamin' with the Miles Davis Quintet (1956)

## Incisioni in studio per la Columbia, 1956-1975
Le registrazioni per la Columbia Records, identificano quello che è probabilmente il periodo d'oro (artisticamente e finanziariamente parlando) della carriera di Davis. Gli anni si riferiscono alla data di registrazione, che spesso - ma non sempre - precede di poco quella di pubblicazione.
- 'Round About Midnight (1955-1956)
- Miles Ahead (1957)
- Ascenseur pour l'échafaud (Fontana, 1957 - colonna sonora del film Ascensore per il patibolo)
- Milestones (1958)
- Somethin' Else (Blue Note Records, 1958 - Cannonball Adderley quintet)
- Porgy and Bess (1958)
- 1958 Miles (1958)
- Kind of Blue (1959)
- Sketches of Spain (1960)
- Someday My Prince Will Come (1961)
- Quiet Nights (1962-1963)
- Seven Steps to Heaven (1963)
- E.S.P (1965)

- Miles Smiles (1967)
- Sorcerer (1967)
- Nefertiti (1967)
- Miles in the Sky (1968)
- Filles de Kilimanjaro (1968)
- In a Silent Way (1969)
- Bitches Brew (1969)
- A Tribute to Jack Johnson (1970)
- Live-Evil (1970) - versioni studio e live
- On the Corner (1972)
- Big Fun (1969-1972)
- Get Up with It (1970-1974)
- Water Babies (1976 - tracce inedite, anni 1967-1968)

- Birth of the Blue (2024 - tracce inedite della sessione di Kind of Blue del 1959)

## Incisioni in studio 1980-1992
Dopo il periodo di silenzio di cinque anni, Davis riprese a registrare con la Columbia poi, dalla fine del 1985 (cioè da Tutu in poi), passò alla Warner Brothers.
- The Man with the Horn (1980/1981)
- Star People (1982/1983)
- Decoy (1983)
- You're Under Arrest (1984/1985)
- Aura (registrato nel 1985; pubblicato nel 1989)
- Tutu (1986)

- Music from Siesta (1987 - colonna sonora del film omonimo)
- Back on the Block (1989)
- Amandla (1989)
- Dingo (1991 - colonna sonora del film omonimo) Warner Bros. - quinta posizione nella Jazz Albums
- Doo-Bop (1992)

## Album dal vivo
- Miles Davis- Tadd Dameron quintet in Peris Festivel de Jazz (1949)
- Birdland 1951 (1951)
- Miles & Coltrane (1955)
- Amsterdam Concert (1957)
- Live in Den Haag (1960)
- Olympia, 20th March 1960 (1960)
- Manchester Concert (1960)
- Olympia, 11th October 1960 (1960)
- In Person Friday and Saturday Nights at the Blackhawk, Complete (1961)
- At Carnegie Hall (1961)
- Miles & Monk at Newport (edizione del 1963 di un concerto del 1958, e altro materiale di Monk del 1963)
- Miles Davis in Europe (1964)
- My Funny Valentine (1964)
- Four & More (1964)
- Miles in Tokyo (1964) (registrato nel 1964, inizialmente pubblicato nel 1969 solo in Giappone)
- Miles in Berlin (1964)

- The Complete Live at the Plugged Nickel (1965)
- 1969 Miles Festiva De Juan Pins (1969)
- Live-Evil (1970) (versioni live e studio)
- Live at the Fillmore East, March 7, 1970: It's About That Time (1970)
- Black Beauty: Miles Davis at Fillmore West (1970)
- Miles Davis at Fillmore: Live at the Fillmore East (1970)
- Message to Love: The Isle of Wight Festival 1970 (1970)
- The Cellar Door Sessions (1970)
- In Concert: Live at Philharmonic Hall (1972)
- Jazz at the Plaza (edizione del 1973 di un concerto del 1958)
- Dark Magus (1974)
- Agharta (1975)
- Pangaea (1975)
- Miles! Miles! Miles! (1981)
- Fat Time (1981)
- We Want Miles (1982)
- The Complete Miles Davis at Montreux (1973-1991)
- Miles & Quincy Live At Montreux (1991) - prima posizione nella Jazz Albums US e Grammy Award for Best Large Jazz Ensemble Album 1994
- Live Around The World (1988-1991) - quarta posizione nella Jazz Albums US
- Live at the 1963 Monterey Jazz Festival (2007) Monterey Jazz Festival Records - ottava posizione nella Jazz Albums statunitense
- Bitches Brew Live (2011)
- Live in Europe 1967: The Bootleg series Vol. 1 (2011) Columbia/Legacy - quarta posizione nella Jazz Albums
- Live In Europe 1969: The Bootleg Series Vol. 2 (2013) Sony/Legacy - terza posizione nella Jazz Albums
- Miles at the Fillmore - Miles Davis 1970: The Bootleg Series Vol. 3 (2014)

## Antologie
- Facets (ca. 1973 - tracce pubblicate e inedite, anni 1955-1963)
- Circle in the Round (1979 - tracce inedite, anni 1955-1970)
- Directions (1981 - tracce inedite, anni 1960-1970)

- The Columbia Years (1990 - cofanetto di quattro CD di registrazioni degli anni 1955-1985)
- Highlights from the Plugged Nickel (1995) Sony - nona posizione nella Jazz Albums
- Panthalassa: The Music of Miles Davis 1969–1974 (1998) Sony - quarta posizione nella Jazz Albums
- Love Songs (1999) Sony - prima posizione nella Jazz Albums
- Super Hits (2001) Legacy - nona posizione nella Jazz Albums
- The Essential Miles Davis (2001) Sony - prima posizione nella Jazz Albums
- Cool & Collected (2006) Columbia/Legacy - ottava posizione nella Jazz Albums

## Cofanetti
Le prime incisioni per la Prestige Records sono uscite nella raccolta Chronicle: The Prestige Recordings 1951-1956.
La Columbia Records ha pubblicato una serie di 10 cofanetti con registrazioni degli anni 1950-1970. Il contenuto non è generalmente disponibile su altre edizioni (e nel caso di Someday My Prince Will Come e degli album posteriori a A Tribute to Jack Johnson, esistono tuttora registrazioni in studio che non sono incluse nella serie ).  La serie fu pubblicata tra il 1996 e il 2004 e la sequenza elencata non è in ordine di edizione, ma di anno di registrazione (in ordine di edizione, il n.2 fu il primo, il n.3 l'ultimo). Tre cofanetti contengono materiale dal vivo di concerti specifici e (benché abbiano la stessa copertina) non fanno parte della sequenza numerata. Si dice che un ulteriore cofanetto, che coprirà il materiale registrato dopo On the Corner (fino al ritiro a metà degli anni 1970) sarà pubblicato nel 2007.
Collezione numerata:
1. The Complete Columbia Recordings of Miles Davis with John Coltrane (1957-1973)
2. Miles Davis & Gil Evans: The Complete Columbia Studio Recordings (1957-1968) - terza posizione nella Jazz Albums
3. Seven Steps: The Complete Columbia Recordings of Miles Davis 1963-1964 (Legacy Recordings)
4. The Complete Studio Recordings Of The Miles Davis Quintet 1965-1968 (Legacy Recordings)
5. The Complete In a Silent Way Sessions (1968-1969) (Legacy Recordings)
6. The Complete Bitches Brew Sessions (1969-1970) (Legacy Recordings)
7. The Complete Jack Johnson Sessions (1970) (Legacy Recordings)
8. The Complete On the Corner Sessions (1972-1975) (Legacy Recordings)

- The Columbia Years 1955–1985 (1988) - nona posizione nella Jazz Albums

Collezione dal vivo:
- Miles Davis - In Person Friday And Saturday Nights At The Blackhawk, Complete (1961) (Legacy Recordings)
- The Complete Live At The Plugged Nickel 1965 (1965) (Legacy Recordings) - decima posizione nella Jazz Albums
- The Cellar Door Sessions (1970) (Legacy Recordings)

## Album video
- Miles In Paris (1990, DVD - 78 minuti, registrazione del concerto al Paris Jazz festival, il 3 novembre 1989 in Zenith)
- Miles Davis: Live In Montreal (2000, DVD - 59 minuti, registrazione del concerto In Montreal, 1985)
- The Miles Davis Story (2001, Channel Four Television Limited (UK))
- Miles Electric: A Different Kind of Blue (2004, DVD - 123 minuti, registrazione del concerto del festival all'Isola di Wight, il 29 agosto 1970)
- Miles Davis: Live In Germany 1988 (2006, DVD - 100 minuti, registrazione del concerto al the Munich Philharmonic Hall, in Germany 1988)
- Miles Davis: That's What Happened - Live In Germany 1987 (2009, DVD - 98 minuti, registrazione del concerto in Germania)
- Miles Davis: Live At Montreux - Highlights 1973-1991 (2011, DVD - 133 minuti, registrazione di vari concerti al Montreux Jazz Festival)